# Vasile Gergely
Vasile Gergely (28 de outubro de 1941) é um ex-futebolista romeno que competiu na Copa do Mundo de 1970.